# Havoc (band)
Havoc is een Belgische hardcoreband uit Overpelt, opgericht in 2005.
De band is de opvolger van Downfall & No Law en heeft dezelfde leden plus een extra gitarist.
Hun debuutalbum werd opgenomen in de Galaxy Studios te Mol (waar onder andere Scala zijn werk registreert), gemixt door Ronald Prent (bekend om zijn werk met Motörhead, Rammstein, Manowar,...) en geproduceerd door Darcy Proper (bekend van twee Grammy Awards en zes nominaties).
Liveoptredens vinden vooral plaats in de provincie Limburg.

## Bandleden
Huidige bezetting:
- Jasper Nijsen
- Ludwig Friet
- Eli Vanendert
- Stijn Smeets
- Vince Gijbels

Ex-leden:
- Bart Cresens
- Danny Pinxten
- Conan (Ronny) Gijbels

## Discografie
- Dedication
- Boils of Society (2010)
- When The Shit Hits The Fan (2013)[1][2]